# Sachsendorf (bei Calbe)
Sachsendorf este o comună în Saxonia-Anhalt, Germania